# Paegniarius
Il paegniarius (pl. paegniarii), dal greco antico παίγνιον, paignion, ossia «spettacolo comico», era una delle classi gladiatorie (armaturae) che comparivano durante le rappresentazioni che si svolgevano all'interno delle arene.

## Armatura ed armamento
Di questa figura gladiatoria si sa molto poco. Si trattava di una figura parodistica, deputata ad intrattenere il pubblico durante il lungo intervallo di mezzogiorno o che costituiva un intermezzo tra un combattimento e l'altro che inscenava combattimenti simulati, equipaggiata con armi di legno o spuntate (arma lusoria). Il paegniarius indossava una tunica e delle fasciature che proteggevano la parte inferiore dell'arto fino al ginocchio, era privo di elmo e di scudo, era armato con una frusta ed imbracciava un bastone dall'estremità ricurva.
Le loro rappresentazioni farsesche venivano accompagnate da bande, con musica suonata con trombe e hydraulis, l'organo idraulicocon i musicisti travestiti da animali; in un graffito di Pompei è rappresentata una di queste parodie, in cui compaiono dei musicisti camuffati in un orso che suona il flauto, ursus tibicen, e in un pollo che suona il corno, pullus cornicen.

## Attestazioni

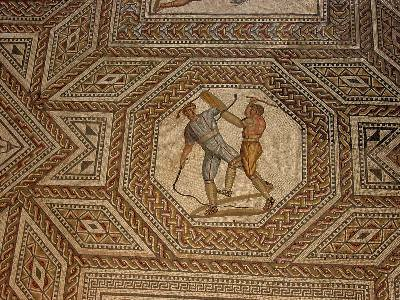
Due gladiatori paegniarii raffigurati in combattimento in un mosaico a Nennig, in Germania

Una scena in un mosaico di Nennig, in Germania, viene spesso interpretata come una rappresentazione di tale gladiatore. I combattenti impugnano una frusta nella mano destra e portano una tavola di legno allacciata sul braccio sinistro. 
In un epitaffio rinvenuto a Roma viene ricordato dalla familia gladiatoria del Ludus Magnus, la più grande scuola gladiatoria di Roma, il quasi centenario paegniarius Secundus:
(CIL VI, 10168)
Svetonio, nella biografia di Caligola, narra come l'imperatore fosse arrivato a sostituire nell'arena, per i combattimenti farseschi, i gladiatori paegniarii con padri di famiglia che avevano una menomazione fisica.